# Brett Hodgson

a Compétitions nationales et continentales officielles uniquement.

b Matchs officiels uniquement.
Brett Hodgson, né le 12 février 1978 à Liverpool, est un joueur de rugby à XIII australien évoluant au poste d'arrière dans les années 1990, 2000 et 2010. Au cours de sa carrière, il a pris part aux City vs Country Origin avec les City ainsi qu'aux State of Origin avec les New South Wales Blues. En club, il a effectué la majorité de sa carrière en National Rugby League sous les maillots des Western Suburbs, des Parramatta Eels et des Wests Tigers. Il s'est ensuite expatrié en Angleterre aux Huddersfield Giants pour disputer la Super League où dès sa première saison il est élu meilleur joueur du championnat malgré une élimination des Giants en phases finales par les Dragons Catalans, il est le quatrième Australien à recevoir cette distinction. En 2011, il rejoint les Warrington Wolves où il remporte la coupe d'Angleterre en 2012 et le Lance Todd Trophy récompensant le meilleur joueur de la finale.